# Het wroeg-wezen
Tom Poes en het wroeg-wezen (in De Volledige Werken Heer Bommel en het wroeg-wezen, of kortweg Het wroeg-wezen is het 48ste verhaal uit de Bommelsaga, geschreven en getekend door Marten Toonder. Het verhaal verscheen voor het eerst op 15 april 1952 en liep tot 5 juni van dat jaar. Thema: Belofte maakt Schuld.

## Samenvatting
Heer Bommel krijgt van een  oude zwerver een ring als 'cadeau'. De ring zal aantonen of hij een opschepper is of niet. Vervolgens komt het "wroegwezen" uit de grond, dat hem uitdaagt om zich te bewijzen. Heer Bommel gaat achterstanden op het stadhuis wegwerken, en het wezen helpt daar ijverig bij. Daardoor gaat het zo snel dat de ambtenaren heer Bommel weg willen hebben. Aan het einde moet het wroegwezen erkennen dat heer Bommel geen opschepper is, in tegenstelling tot wat hij verwachtte. 
Dit verhaal lijkt op het latere ballonstripverhaal Tom Poes en de meesterhand, inclusief oude zwerver en ring. Alleen is het daar een witte ring die in zijn hand 'gegraveerd' staat. Ook daar wil heer Bommel zich bewijzen.